# Campionati del mondo di corsa in montagna 2019
I Campionati del mondo di corsa in montagna 2019 si sono disputati a Villa La Angostura, in Argentina, il 15 novembre 2019 sotto il nome di "World Mountain Running Championships". Il titolo maschile è stato vinto da Joseph Gray, quello femminile da Grayson Murphy. I mondiali di corsa in montagna sono, a partire dal 2009 compreso, una competizione riconosciuta ufficialmente dalla International Association of Athletics Federations (IAAF). 

## Uomini seniores
Individuale
| Pos.    | Atleta            | Nazione     | Tempo     |
| ------- | ----------------- | ----------- | --------- |
| Oro     | Joseph Gray       | Stati Uniti | 1h 05'13" |
| Argento | Cesare Maestri    | Italia      | 1h 05'21" |
| Bronzo  | Marek Chrascina   | Rep. Ceca   | 1h 05'57" |
| 4       | Jan Janu          | Rep. Ceca   | 1h 06'00" |
| 5       | Alexandre Fine    | Francia     | 1h 06'07" |
| 6       | Manuel Innerhofer | Austria     | 1h 06'15" |
| 7       | Andrew Douglas    | Regno Unito | 1h 06'22" |
| 8       | Jacob Adkin       | Regno Unito | 1h 06'33" |
| 9       | Xavier Chevrier   | Italia      | 1h 07'21" |
| 10      | Jachym Kovar      | Rep. Ceca   | 1h 07'27" |

Squadre
| Pos.    | Squadra     | Punti |
| ------- | ----------- | ----- |
| Oro     | Rep. Ceca   | 17    |
| Argento | Stati Uniti | 34    |
| Bronzo  | Italia      | 35    |

## Uomini juniores
Individuale
| Pos.    | Atleta                | Nazione       | Tempo  |
| ------- | --------------------- | ------------- | ------ |
| Oro     | Joseph Dugdale        | Regno Unito   | 32'44" |
| Argento | Sebih Bahar           | Turchia       | 32'50" |
| Bronzo  | Yael Paniagua Morales | Messico       | 32'52" |
| 4       | Matthew Mackay        | Regno Unito   | 32'58" |
| 5       | Matthew Knowles       | Regno Unito   | 33'01" |
| 6       | Tyman Smart           | Stati Uniti   | 33'09" |
| 7       | Toby Gualter          | Nuova Zelanda | 33'10" |
| 8       | Cesar Daniel Gomez    | Messico       | 33'13" |
| 9       | Remi Lonchampt        | Francia       | 33'22" |
| 10      | Marco Zoldan          | Italia        | 33'25" |

Squadre
| Pos.    | Squadra     | Punti |
| ------- | ----------- | ----- |
| Oro     | Regno Unito | 10    |
| Argento | Turchia     | 29    |
| Bronzo  | Italia      | 38    |

## Donne seniores
Individuale
| Pos.    | Atleta                    | Nazione     | Tempo     |
| ------- | ------------------------- | ----------- | --------- |
| Oro     | Grayson Murphy            | Stati Uniti | 1h 15'20" |
| Argento | Elise Poncet              | Francia     | 1h 15'41" |
| Bronzo  | Phillipa Williams         | Regno Unito | 1h 16'45" |
| 4       | Adela Stranska            | Rep. Ceca   | 1h 17'53" |
| 5       | Lizaida Valdivia Magarino | Perù        | 1h 18'10" |
| 6       | Christel Dewalle          | Francia     | 1h 18'16" |
| 7       | Anais Sabrie              | Francia     | 1h 18'30" |
| 8       | Elisa Sortini             | Italia      | 1h 18'57" |
| 9       | Emily Collinge            | Regno Unito | 1h 19'03" |
| 10      | Tereza Hrochova           | Rep. Ceca   | 1h 19'39" |

Squadre
| Pos.    | Squadra     | Punti |
| ------- | ----------- | ----- |
| Oro     | Francia     | 15    |
| Argento | Rep. Ceca   | 25    |
| Bronzo  | Regno Unito | 31    |

## Donne juniores
Individuale
| Pos.    | Atleta             | Nazione     | Tempo  |
| ------- | ------------------ | ----------- | ------ |
| Oro     | Angela Mattevi     | Italia      | 37'12" |
| Argento | Barbora Havlickova | Rep. Ceca   | 37'56" |
| Bronzo  | Jade Rodriguez     | Francia     | 38'48" |
| 4       | Alena Matejakova   | Rep. Ceca   | 38'53" |
| 5       | Ruken Tek          | Turchia     | 39'04" |
| 6       | Nusa Mali          | Slovenia    | 39'35" |
| 7       | Giovanna Selva     | Italia      | 39'42" |
| 8       | Samanta Blair      | Stati Uniti | 39'49" |
| 9       | Anna Arnaudo       | Italia      | 39'52" |
| 10      | Dilek Öztürk       | Turchia     | 39'58" |

Squadre
| Pos.    | Squadra   | Punti |
| ------- | --------- | ----- |
| Oro     | Italia    | 17    |
| Argento | Turchia   | 26    |
| Bronzo  | Rep. Ceca | 27    |

## Medagliere
| Posizione | Paese       | Oro | Argento | Bronzo | Totale |
| --------- | ----------- | --- | ------- | ------ | ------ |
| 1         | Italia      | 2   | 1       | 2      | 5      |
| 2         | Stati Uniti | 2   | 1       | 0      | 3      |
| 3         | Regno Unito | 2   | 0       | 2      | 4      |
| 4         | Rep. Ceca   | 1   | 2       | 2      | 5      |
| 5         | Francia     | 1   | 1       | 1      | 3      |
| 6         | Turchia     | 0   | 3       | 0      | 3      |
| 7         | Messico     | 0   | 0       | 1      | 1      |